# Alan Lancaster

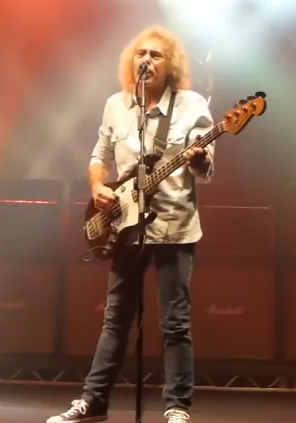
Lancaster in 2013

Alan Charles Lancaster (Peckham (Londen), 7 februari 1949 – Sydney, 26 september 2021) was een Brits bassist en zanger. Hij werd bekend als lid van de groep Status Quo. 

## Biografie
Alan Lancaster vormde in 1962 met Francis Rossi de groep The Scorpions. Na diverse bezettingswisselingen en naamswijzigingen werd in 1967, ondertussen met Rick Parfitt op gitaar en zang, John Coghlan op drums en Roy Lynes op toetsen, gekozen voor de naam Status Quo.
Samen met Rossi en Parfitt verzorgde hij de vocalen en tevens schreef hij mee aan de songs. Lancasters zang is te horen op o.a. Roadhouse blues, Bye bye Johnny, Backwater en Just take me.
Lancaster verhuisde in de jaren 70 naar Australië. Dit zorgde in 1977 voor een probleem toen hij weigerde vanuit Australië naar Engeland te komen voor de opnamen van een videoclip voor het nummer 'Rockin' all over the world'. De opname werd uiteindelijk zonder hem gemaakt waarbij hij vervangen werd door een levensgrote basspelende marionet.
In de jaren 80 ontstonden er strubbelingen binnen de groep, waarbij met name Rossi en Lancaster onenigheid kregen. Na het optreden op Live Aid verslechterde de situatie dusdanig dat Lancaster de groep verliet. Omdat hij een van de oprichters was en hij merkte dat Rossi en Parfitt zonder hem met de naam Status Quo door wilden spande hij een rechtszaak aan, waarbij hij de bandnaam opeiste. Deze eis werd afgewezen. Lancaster vertrok daarna naar Australië, waar hij in groepen speelde als The Party Boys en The Bombers.
In 2010 staken geruchten de kop op dat Status Quo weer in de bezetting Rossi-Parfitt-Lancaster-Coghlan (ook wel Frantic Four genoemd) bijeen zou komen. De onderlinge conflicten werden opgelost waarna in 2013 en 2014 reünie-concerten gegeven werden. Dit kreeg echter geen vervolg vanwege Lancasters gezondheidsproblemen.
In november 2019 sprak Lancaster in de podcast van The Australian Rock Show over zijn carrière na Status Quo.

### Persoonlijk leven
Lancaster woonde met zijn echtgenote in Sydney. Op 26 september 2021 overleed hij op 72-jarige leeftijd. Hij leed al geruime tijd aan multiple sclerose (MS).
- Biblioteca Nacional de España: XX1657431
- International Standard Name Identifier: 0000 0000 7825 5565
- Library of Congress Control Number: nb99013363
- MusicBrainz: 419be43e-3d5c-49bf-aff7-5c657ab1bc5c
- Nationale Bibliotheek van Tsjechië: ola2002152248
- Virtual International Authority File: 87397693